# Máy in kim

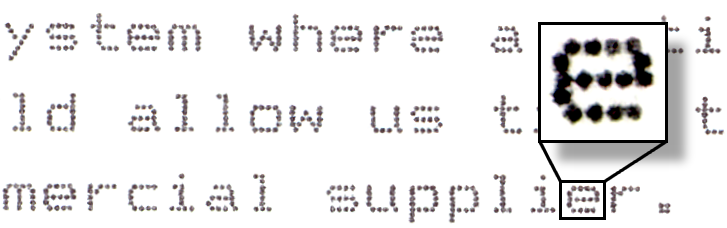
Nét in kim phóng to

Máy in kim hay máy in ma trận chấm (tiếng Anh: Dot Matrix printing) là loại máy in kỹ thuật số thực hiện điều khiển các kim in tạo ra chấm in tại các điểm xác định trên nền giấy in, từ đó tạo ra hình ảnh cần in trên giấy.
Các máy in kim thật sự có thể dùng cho in đa liên (multi-part document) thuận lợi cho làm hóa đơn kế toán.

## Lịch sử phát triển
Máy in kim là thế hệ máy in kỹ thuật số đầu tiên, phát triển dựa theo máy đánh chữ châu Âu. Máy đánh chữ thực hiện đánh theo dòng, chữ mẫu kim loại được gắn lên đầu búa, khi gõ qua ruy băng mực (ribbon) tạo hình chữ trên giấy. Trong máy in kim thì các kim xếp theo cột trong đầu in. Khi đầu in di chuyển trong phạm vi một ô chữ thì kim được điều khiển để gõ ở vị trí thích hợp, tạo ra hình của chữ in.
Số kim in trong đầu in là 7, 9 hoặc 24 kim. In ma trận chấm giải phóng máy in khỏi các mẫu chữ cứng như trong máy đánh chữ, và tiến tới in họa hình, in với các font chữ khác nhau, cũng như in trên giấy nhiệt không dùng đến ruy băng mực.
Công nghệ in kim đã tồn tại rất lâu từ khi máy in được khai sinh nhưng nó vẫn tồn tại và phát triển rộng rãi cho đến ngày nay.
Máy in kim theo kiểu ma trận được chia làm hai nhóm chính: serial dot matrix printers (in kim ma trận theo từng hàng) và line dot matrix printers (in kim ma trận theo từng dòng). Line printer cũng như serial dot matrix printers đều sử dụng đầu in kim. Đầu in gồm những kim (thông thường 7, 9 hoặc 24 kim) được sắp thẳng hàng thành cột hoặc 1 hàng và dùng cơ chế có tính chất từ tính làm cho những kim này chuyển động. Có hai loại công nghệ đầu in chính: 1 là sử dụng trường điện từ để đầu kim chuyển động, 2 là sử dụng nam châm vĩnh cửu để làm đầu kim chuyển động

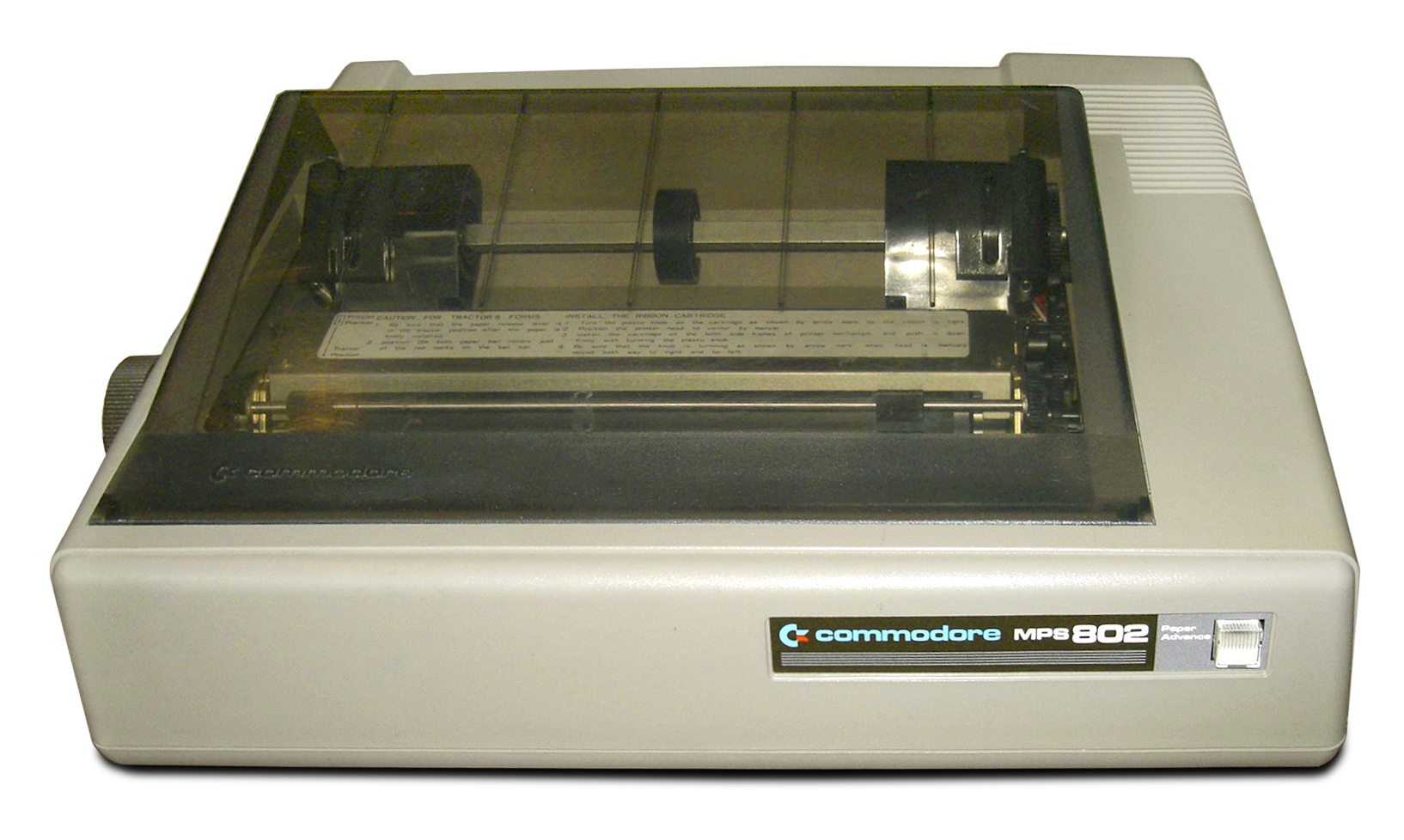
Máy in Commodore MPS-802

## Máy in Serial Dot Matrix
Khi có lệnh in đầu in di chuyển theo chiều ngang, và truyền tín hiệu điện đến đầu in nhằm kiểm soát lực đâm của đầu kim vào dãy băng mực cho thích hợp, tạo nên những điểm trên giấy và hình thành nên những ký tự. Phần lớn, đầu in 9 kim thì những kim này được xếp thành 1 cột, 24 kim thì được xếp thành 2 cột (cho chất lượng in tốt hơn)
Một vài máy in kim có công suất lớn thường sử dụng đầu in loại 18 kim (chia làm 2 cột, mỗi cột 9 kim).
Khoảng cách giữa hai đầu kim trong một cột cho chúng ta biết được độ phân giải của máy in đó. Ví dụ: đầu in 9 kim với khoảng cách giữa 2 đầu kim sát bên nhau là 0.35mm sẽ cho độ phân giải của máy in là 25.4/0.35=72.5 dots/inch, tương tự đầu in 24 kim với khoảng cách giữa 2 đầu kim sát nhau là 0.21 mm thì có độ phân giải là 25.4/0.21 = 120.3 x 2 = 240.6 dots/inch

## Máy in line dot matrix
Máy line dot matrix printers (Máy in ma trận dòng) sử dụng dãy búa (có hình con thoi) thay vì sử dụng đầu in kim, những búa này được sắp thành một hàng ngang thay vì thành một cột. Dãy búa sử dụng công nghệ nam châm vĩnh cửu để điều chỉnh sự chuyển động.
Từ trường của nam châm vĩnh cửu làm cho những búa (có hình con thoi) sẵn sàng gõ vào đúng vị trí khi cần. khi có lệnh in, lập tức có 1 dòng điện truyền đến hammer coil (lõi điện tạo ra từ trường), trường điện từ được tạo ra ngược lại với từ trường của nam châm vĩnh cửu cho đến khi hai trường này cân bằng nhau tạo ra năng lượng làm cho những búa này chuyển động và đâm đến dãy băng mực in tạo ra những điểm trên giấy. Trong suốt quá trình in những đầu búa (hình con thoi) di chuyển theo chiếu ngang với tốc độ cao. Khi in xong một dòng thì giấy sẽ chuyển động để đầu in xuống dòng kế tiếp.